# 丹羽哲士
丹羽 哲士（にわ さとし、3月11日 - ）は、日本の男性声優。神奈川県出身。アスレーベン所属。

## 来歴
小学生のころに友人から「アニメのイベントがおもしろかった」、「声優がカッコよかった」という話を聞いていた時から初めて声優に興味を持った。本格的にプロを目指し始めたきっかけは、中学時代に観ていたテレビアニメ『ジョジョの奇妙な冒険』の第2部。
声優を目指してからデビューするまでに一番印象的だったことは「声優って難しい！まずお芝居って何だ！」ということだった。アトミックモンキーに所属するまで芝居をしたことがなかったため、何もわかっておらず、芝居するうえで非常にダメな考え方を持っていた。そこからでアトミックモンキー／声優・演技研究所の第13期生として入所し、その認識をイチから修正し、芝居について考えられるようになるまで時間がかかったという。
2021年より配信番組『atomic7』のアシスタントを務める。同番組で同じくアシスタントを務める伊藤成秀、横田拓也と共に「信号ズ」を結成。
2024年、『喧嘩独学』志村光太役でテレビアニメ初主演。
2025年7月31日をもってアトミックモンキーを退所。8月1日よりアスレーベンに所属。

## 人物
芝居をするなかで好きだったり、得意な役柄・ジャンルについては小さいころにアニメや漫画でバトル系ファンタジー系の作品ばかり観ていたこともあり、戦闘シーンの多い作品が好きだという。
趣味・特技は筋トレ、ランニング、ゲーム、野球観戦。

## 出演
太字はメインキャラクター。

### テレビアニメ
2021年
- 86-エイティシックス-
- 遊☆戯☆王SEVENS（ゴーハ社員、時代劇派のデュエリスト）

2022年
- ありふれた職業で世界最強 2nd season（部下）
- 夫婦以上、恋人未満。（男子生徒）

2023年
- 遊☆戯☆王ゴーラッシュ!!
- カワイスギクライシス（係員）
- 夢見る男子は現実主義者（田端博人）
- レベル1だけどユニークスキルで最強です（アダルバードの子分）
- Helck（ハラオル）

2024年
- 弱キャラ友崎くん 2nd STAGE（和也）
- 喧嘩独学（志村光太）
- 黒執事 -寄宿学校編-（学生）
- 転生貴族、鑑定スキルで成り上がる（マルクス・キーシャ）
- しかのこのこのここしたんたん（生徒たち）
- 多数欠（二本柳周示 / 煮しめ）
- ダンジョンの中のひと（モンスター）

2025年
- クラスの大嫌いな女子と結婚することになった。（男子生徒A）
- 外れスキル《木の実マスター》 〜スキルの実（食べたら死ぬ）を無限に食べられるようになった件について〜（セリム）
- カードファイト!! ヴァンガード Divinez（生徒）
- 青のミブロ（門人）
- 全修。（男子）
- 君のことが大大大大大好きな100人の彼女（司会者）
- WIND BREAKER Season 2
- 紫雲寺家の子供たち（男子生徒）
- 薫る花は凛と咲く（古川大河）

### 劇場アニメ
- ブルーサーマル（2022年、日暮葉太）
- THE FIRST SLAM DUNK（2022年）
- グリッドマン ユニバース（2023年）

### Webアニメ
- 危険信号ゴッデス（2020年）

### ゲーム
- モンスターストライク（2021年 - 2024年、ピノック[19]、犬村大角[20]）

### ラジオ
※はインターネット配信。
- 月刊 新・男前通信5月号〜月刊 丹羽哲士（2024年、文化放送モバイルplus※）[21]

### テレビ番組
- お願い!ランキング「お願い!ランキング×ワールドトリガー オーディション」（2021年、テレビ朝日）[22]

### 舞台
- 演劇制作体V-NET「GK最強リーグ戦2022」（2022年5月25日〜29日、TACCS1179）[23]
- 〜信号ズ特別公演〜「終わりで始まり」（2023年11月29日・30日、TACCS1179）[24]